# روزی (کشتی‌گیر)
روزی (انگلیسی: Rosey; ۷ آوریل ۱۹۷۰ – ۱۷ آوریل ۲۰۱۷) کشتی‌گیر کشتی حرفه‌ای اهل ایالات متحده آمریکا بود.